# Природно-заповідний фонд Бучацького району
Станом на 1 січня 2017 року на території Бучацького району є 42 території та об'єкт природно-заповідного фонду загальною площею 12720,87 га:
- 1 національний природний парк загальною площею 3770,01 га,
- 1 регіональний ландшафтний парк місцевого значення загальною площею 4384,99 га,
- 4 заказники місцевого значення загальною площею 1104,0 га,
- 35 пам'яток природи місцевого значення загальною площею 84,34 га:
  - 2 комплексні пам'ятки природи загальною площею 0,35 га,
  - 7 геологічних пам'яток природи загальною площею 6,10 га,
  - 6 гідрологічних пам'яток природи загальною площею 18,54 га,
  - 19 ботанічних пам'яток природи загальною площею 52,35 га,
  - 1 зоологічна пам'ятка природи загальною площею 7,00 га,
- 1 парк-пам'ятка садово-паркового мистецтва місцевого значення площею 7,52 га.

Входить до складу територій ПЗФ інших категорій 12 об'єктів ПЗФ загальною площею 3359,62 га.
Фактично в Бучацькому районі 42 території та об'єкти природно-заповідного фонду загальною площею 9361,25, що становить 11,67 % території району.

## Природні парки
| №                             | Назва території або об'єкта | Площа, га | Рішення про створення (зміну) | Розташування | Керуюча організація | Світлина, альбом |
| ----------------------------- | --------------------------- | --------- | ----------------------------- | ------------ | ------------------- | ---------------- |
| Національний природний парк   |                             |           |                               |              |                     |                  |
| 1.                            |                             |           |                               |              |                     |                  |
| Регіональний ландшафтний парк |                             |           |                               |              |                     |                  |
| 1.                            |                             |           |                               |              |                     |                  |

## Заказники
| №                                               | Назва території або об'єкта | Площа, га | Рішення про створення (зміну) | Розташування | Керуюча організація | Світлина, альбом |
| ----------------------------------------------- | --------------------------- | --------- | ----------------------------- | ------------ | ------------------- | ---------------- |
| Ботанічні заказники загальнодержавного значення |                             |           |                               |              |                     |                  |
| 1.                                              |                             |           |                               |              |                     |                  |
| Ботанічні заказники місцевого значення          |                             |           |                               |              |                     |                  |
| 1.                                              |                             |           |                               |              |                     |                  |

## Пам'ятки природи
| №                                                | Назва території або об'єкта | Площа, га | Рішення про створення (зміну) | Розташування | Керуюча організація | Світлина, альбом |
| ------------------------------------------------ | --------------------------- | --------- | ----------------------------- | ------------ | ------------------- | ---------------- |
| Геологічні пам'ятки природи місцевого значення   |                             |           |                               |              |                     |                  |
| 1.                                               |                             |           |                               |              |                     |                  |
| Гідрологічні пам'ятки природи місцевого значення |                             |           |                               |              |                     |                  |
| 1.                                               |                             |           |                               |              |                     |                  |
| Ботанічні пам'ятки природи місцевого значення    |                             |           |                               |              |                     |                  |
| 1.                                               |                             |           |                               |              |                     |                  |

## Парки-пам'ятки садово-паркового мистецтва
| №  | Назва території або об'єкта | Площа, га | Рішення про створення (зміну) | Розташування | Керуюча організація | Світлина, альбом |
| -- | --------------------------- | --------- | ----------------------------- | ------------ | ------------------- | ---------------- |
| 1. |                             |           |                               |              |                     |                  |

| №   | Назва території або об'єкта                           | Площа, га | Рішення про створення (зміну) | Розташування | Керуюча організація                                                                                    | Світлина, альбом |
| --- | ----------------------------------------------------- | --------- | --- | --- | --- | ---------------- |
| 2   | Дністровський каньйон                                 | 10829.18  | Борщівський, Бучацький, Заліщицький, Монастириський райони, кв.кв. 5-13, 16-24, 49, 50, 55-67, 69, 74, 86-88 Дорогичівського лісництва, кв.кв. 33, 50-52, 54-66, 69-80 Язловецького лісництва, кв.кв. 21, 23-30, 71, 80-83 Золотопотіцького лісництва, кв.кв. 83-86 Коропецького лісництва ДП «Бучацьке лісове господарство», кв.кв. 56-62 Наддністрянського лісництва, кв. 16 вид. 1 Гермаківського лісництва, кв.кв. 52-54, 58-61, 80-83, 90-93 Скала-Подільського лісництва, кв.кв. 11, 31-35, 21, 27, 37, 42, 45-48, 38-42, 64, 74-85 Заліщицького лісництва, кв. 2 вид. 7 Шупарського лісництва ДП «Чортківське лісове господарство» | Міністерство екології та природних ресурсів України, Державне підприємство «Бучацьке лісове господарство» — 4640,14 га, Державне підприємство «Чортківське лісове господарство» — 2334,7, ВАТ «Тернопільобленерго» — 250,35 га, Дністровська ГЕС-1 ПАТ «Укргідроенерго» — 73,4 га, Тернопільський національний економічний університет — 4,5 га, Чортківський державний коледж — 6,2 га, Більче-Золотецька сільська рада — 11,0 га, Служба автомобільних доріг у Тернопільській області — 2,7 га, Дочірнє підприємство — оздоровчий комплекс «Лісовий» ЗАТ по туризму та екскурсіям «Тернопільтурист», ПП Юрків В. М. — 1,71, Бучацький міжгосподарський дитячий заклад «Лісовий дзвіночок» — 4,0 га, ПП «Кромвель» — 5,48 га, відокремлений підрозділ національного університету біоресурсів і природокористування України Заліщицький аграрний коледж ім. Є. Храпливого — 245,7 га, Бучацька районна державна адміністрація — 733,3 га, Борщівська районна державна адміністрація — 702,8 га, Заліщицька районна державна адміністрація — 1416,67 га, Монастириська районна державна адміністрація — 388,0 га | Указ Президента України від 03.02.2010 р. № 96/2010                                                    |                  |
| 1   | Регіональний ландшафтний парк «Дністровський каньйон» | 42084.0   | Борщівський, Заліщицький, Бучацький і Монастириський райони, пн. межа проходить вздовж автошляху між селами Діброва, Коропець, Берем'яни, Свершківці, Хмелева, Дорогичівка, Шутроминці, Нирків, Нагіряни, Торське, Глушка, Бедриківці, Городок, Синьків, Колодрібка, Устя, Мельниця-Подільська, Дзвиняч, Урожайне, Вигода, Окопи, пд. межа — по р. Дністер | Монастириський район — 3418,06 га Коропецька селищна, Гориглядівська, Вістрянська, Вербківська сільські ради, Бучацький район — 4384,99 га Стінківська, Порохівська, Космиринська, Сновидівська, Возилівська, Миколаївська, Костільницька, Скоморохська, Русилівська, Ліщинецька, Дулібська, Жниборідська, Берем'янська, Язловецька сільські ради; Заліщицький район — 11984,47 га Колодрібська, Синьківська, Зозулинецька, Кулаківська, Городоцька, Бедриківська, Касперівська, Добрівлянська, Зеленогіївська, Зозулинька, Устечківська, Іване-Золотецька, Торська, Нирківська, Дорогичівська, Литяцька, Шутроминська, Хмелівська сільські, Заліщицька міська ради, Борщівський район — 12435,2 га Бабинецька, Пилипчанська, Горошівська, Іване-Пустенська, Худиківська, Вільхівецька, Дністровська, Урожайнівська, Вигодська сільські, Мельнице-Подільська селищна ради | Рішення ВК ТОР від 30.08.1990 р. № 191 та від 29.11. 1990 р. № 273                                     |                  |
| 5   | Межеліски                                             | 48.0      | Бучацький район, с. Зубрець, Золотопотіцьке лісництво, кв. 17, лісове урочище «Межеліски» | ДП «Бучацьке лісове господарство» | Рішення ВК ТОР від 30.06.1986 р. № 198                                                                 |                  |
| 6   | Чемерове                                              | 159.0     | Бучацький район, с. Бариш-Зубрець, Золотопотіцьке лісництво, кв. 7-9,85, лісове урочище «Чемерове» | ДП «Бучацьке лісове господарство» | Рішення ВК ТОР від 30.06.1986 р. № 198                                                                 |                  |
| 7   | Савинське                                             | 353.0     | Бучацький район, с. Бариш, с. Зубрець, Золотопотіцьке лісництво, кв. 10-16, лісове урочище «Савинське» | ДП «Бучацьке лісове господарство» | Рішення ВК ТОР від 30.06.1986 р. № 198                                                                 |                  |
| 8   | Пулікове                                              | 544.0     | Бучацький район, с. Бариш, с. Залісся, Бучацьке лісництво, кв. 78-86, лісове урочище «Пулікове» | ДП «Бучацьке лісове господарство» | Рішення ВК ТОР від 30.06.1986 р. № 198                                                                 |                  |
| 3   | Космиринська травертинова скеля                       | 0.25      | Бучацький район, с. Космирин, на крутому лівому схилі р. Дністер, Золотопотіцьке лісництво кв. 29 вид.18, 19, лісове урочище «Локичка» | ДП «Бучацьке лісове господарство» | Рішення ТОР від 18.06.2009 р. № 620                                                                    |                  |
| 4   | Порохівська травертинова скеля                        | 0.1       | Бучацький район, с. Порохова, у верхів'ї лівого схилу долини р. Бариш | Порохівська сільська рада | Рішення ТОР від 18.06.2009 р. № 620                                                                    |                  |
| 4   | Печера «Жолоби»                                       | 2.0       | Бучацький район, с. Скоморохи, Язловецьке лісництво, кв. 69 вид. 8, лісове урочище «Язловець» | ДП «Бучацьке лісове господарство» | Рішення ВК ТОР від 13.12.1971 р. № 645                                                                 |                  |
| 13  | Скелі семи джерел                                     | 1.0       | Бучацький район, с. Скоморохи, Язловецьке лісництво, кв. 56 вид. 2, лісове урочище «Язловець» | ДП «Бучацьке лісове господарство» | Рішення ВК ТОР від 13.12.1971 р. № 645                                                                 |                  |
| 34  | Відслонення міоценових відкладів у Бучачі             | 0.1       | Бучацький район, м. Бучач, долина р. Стрипа, правий берег, вище від залізничного моста по течії | Чортківська дистанція колії Львівської залізниці | Рішення ВК ТОР від 26.12.1983 р. № 496                                                                 |                  |
| 52  | Переволоцькі травертинові скелі                       | 0.5       | Бучацький район, с. Переволока, лівий схил потічка, що впадає в р. Стрипу | Переволоцька сільська рада | Рішення ВК ТОР від 21.12.1974 р. № 554                                                                 |                  |
| 64  | Рівна скеля                                           | 1.0       | Бучацький район, с. Скоморохи, Язловецьке лісництво, кв. 69 вид. 6, лісове урочище «Язловець» | ДП «Бучацьке лісове господарство» | Рішення ВК ТОР від 13.12.1971 р. N645                                                                  |                  |
| 65  | Монастирська скеля                                    | 0.5       | Бучацький район, с. Сокілець, Язловецьке лісництво, кв. 75 вид. 1, лісове урочище «Язловець» | ДП «Бучацьке лісове господарство» | Рішення ВК ТОР від 14.03.1977 р. № 131                                                                 |                  |
| 66  | Рукомиські скелі                                      | 1.0       | Бучацький район, с. Рукомиш, при в'їзді до села | Заривинецька сільська рада | Рішення ВК ТОР від 20.12.1968 р. № 870                                                                 |                  |
| 2   | Каскад русилівських водоспадів                        | 2.0       | Бучацький район, с. Русилів, Язловецьке лісництво, кв. 50 вид. 4, лісове урочище «Язловець» | ДП «Бучацьке лісове господарство» | Рішення ВК ТОР від 23.10.1972 р. № 537                                                                 |                  |
| 3   | Сокілецькі водоспади                                  | 1.0       | Бучацький район, с. Сокілець, Язловецьке лісництво, кв. 75 вид. 1, лісове урочище «Язловець» | ДП «Бучацьке лісове господарство» | Рішення ВК ТОР від 21.12.1974 р. № 557                                                                 |                  |
| 4   | Переволоцькі джерела з водоспадами                    | 1.0       | Бучацький район, с. Переволока, шість потужних джерел | Переволоцька сільська рада | Рішення ВК ТОР від 21.12.1974 р. № 554                                                                 |                  |
| 55  | Джерела «Гуркало»                                     | 0.39      | Бучацький район, с. Помірці, між Поморецькою горою та гостинцем | Ріпинецька сільська рада | Рішення ТОР від 14.04.2011 № 1049                                                                      |                  |
| 56  | Шпакове вікно                                         | 14.1      | Бучацький район, с. Верб'ятин зі сторони села Озеряни, з правого боку від автодороги | Озерянська сільська рада | Рішення ТОР від 14.07.2011 № 1217                                                                      |                  |
| 2   | Золотопотіцька дубина                                 | 4.7       | Бучацький район, с. Соколів, Золотопотіцьке лісництво, кв. 56 вид. 16, лісове урочище «Сновидів» | ДП «Бучацьке лісове господарство» | Рішення ТОР від 18.03.1994 р.                                                                          |                  |
| 5   | Язловецька діброва № 1                                | 1.0       | Бучацький район, с. Язловець, Язловецьке лісництво, кв. 23 вид. 8, лісове урочище «Язловець» | ДП «Бучацьке лісове господарство» | Рішення ВК ТОР від 05.11.1981 р. № 589                                                                 |                  |
| 6   | Язловецька діброва № 2                                | 4.5       | Бучацький район, с. Язловець, Язловецьке лісництво, кв. 33 вид. 4, лісове урочище «Язловець» | ДП «Бучацьке лісове господарство» | Рішення ВК ТОР від 05.11.1981 р. № 589                                                                 |                  |
| 27  | Вадівська бучина                                      | 5.8       | Бучацький район, с. Порохова, Золотопотіцьке лісництво, кв. 22 вид. 17, 18, лісове урочище «Вадова» | ДП «Бучацьке лісове господарство» | Рішення ВК ТОР від 05.11.1981 р. № 589                                                                 |                  |
| 58  | Золотопотіцька березина                               | 17.0      | Бучацький район, с. Золотий Потік, Золотопотіцьке лісництво, кв. 60 вид. 1, лісове урочище «Соколів» | ДП «Бучацьке лісове господарство» | Рішення ВК ТОР від 05.11.1981 р. № 589                                                                 |                  |
| 104 | Дуб «Золотопотіцький № 1»                             | 0.02      | Бучацький район, с. Золотий Потік, Золотопотіцьке лісництво, кв. 62 вид. 11, лісове у р. «Порохова» | ДП «Бучацьке лісове господарство» | Рішення ВК ТОР від 23.12.1974 р. № 554                                                                 |                  |
| 105 | Дуб «Соколівський»                                    | 0.02      | Бучацький район, смт Золотий Потік, с. Скоморохи, Золотопотіцьке лісництво, кв. 4 вид. 7, лісове урочище «Соколів» | ДП «Бучацьке лісове господарство» | Рішення ВК ТОР від 14.03.1977 р. № 131                                                                 |                  |
| 106 | Дуб «Вадівський»                                      | 0.02      | Бучацький район, с. Порохова, Золотопотіцьке лісництво, кв. 22 вид. 21, лісове урочище «Вадове» | ДП «Бучацьке лісове господарство» | Рішення ВК ТОР від 21.12 1974 р. № 554                                                                 |                  |
| 126 | Дуб 5-стовбурний                                      | 0.05      | Бучацький район, с. Золотий Потік, Золотопотіцьке лісництво, кв. 56 вид. 18, лісове у р. «Порохова» | ДП «Бучацьке лісове господарство» | Рішення ТОР від 25.04.1996 р. № 90                                                                     |                  |
| 128 | Дуб «Золотопотіцький № 2»                             | 0.01      | Бучацький район, смт Золотий Потік, вул. Галицька, 79, садиба гр. Мулика М. В. | Громадянка Мулик М. В. | Рішення ВК ТОР від 30.08.1990 р. № 189                                                                 |                  |
| 151 | Золота липа                                           | 0.02      | Бучацький район, м. Бучач, вул. Степана Бандери, 15, | ДП «Бучацьке лісове господарство» | Рішення ВК ТОР від 17.11.1969 р. № 747                                                                 |                  |
| 154 | Цвітівська липа                                       | 0.02      | Бучацький район, с. Цвітова, біля церкви | Цвітівська сільська рада | Рішення ВК ТОР від 21.12.1974 р. № 554                                                                 |                  |
| 165 | Гніздо лип № 1                                        | 0.04      | Бучацький район, м. Бучач, вул. Степана Бандери, садиба райзакладу ветмедицинии | Бучацький районний заклад ветеринарної медицини | Рішення ВК ТОР від 26.12.1983 р. № 496                                                                 |                  |
| 166 | Гніздо лип № 2                                        | 0.04      | Бучацький район, м. Бучач, вул. Степана Бандери, садиба райзакладу ветмедицинии | Бучацький районний заклад ветеринарної медицини | Рішення ВК ТОР від 26.12.1983 р. № 496                                                                 |                  |
| 219 | Монастириська ділянка                                 | 1.2       | Бучацький район, с. Жизномир, Бучацьке лісництво, кв. 46 вид. 5, лісове урочище «Бучач» | ДП «Бучацьке лісове господарство» | Рішення ВК ТОР від 30.08.1990 р. № 189                                                                 |                  |
| 235 | Берем'янська наскельно-степова ділянка                | 18.0      | Бучацький район, с. Берем'яни, урочище «Червона гора», північний схил долини р. Дністер, нижче по течії від гирла р. Стрипа | Беремянська сільська рада | Рішення ВК ТОР від 14.03.1977 р. № 131, зі змінами, затвердженими рішенням ТОР від 27.04.2001 р. № 238 |                  |
| 269 | Дуб Берем'янський                                     | 0.04      | Бучацький район, Берем'янська сільська рада, Лісове урочище «Устя», кв. 77, вид. 6 Язловецького лісництва | ДП «Бучацьке ЛГ» | Рішення ТОР від 06.03.2012 № 1323                                                                      |                  |
| 270 | Дуб Т. Г. Шевченка                                    | 0.04      | Бучацький район, с. Жизномир, біля клубу | Жизномирська сільська рада | Рішення ТОР від 06.03.2012 № 1323                                                                      |                  |
| 2   | Сокілецька колонія чапель                             | 7.0       | Бучацький район, Язловецьке лісництво, кв. 71 вид. 20, 21, 23, 27, х. Сокілець, лісове урочище «Язловець» | ДП «Бучацьке лісове господарство» | Рішення ВК ТОР від 23.10.1972 р. № 537                                                                 |                  |